# ハッチャーズ

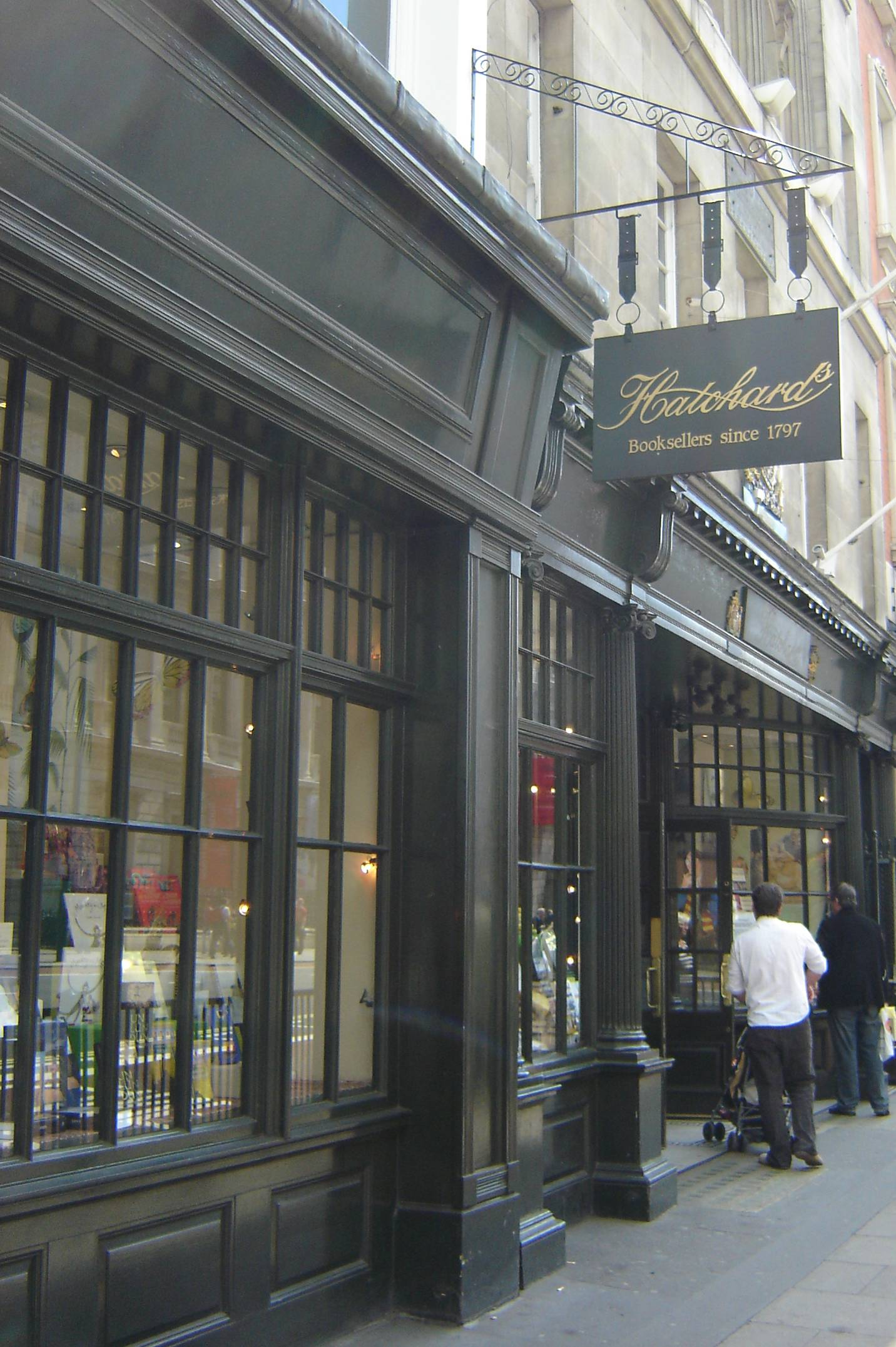
ハッチャーズ本店。1797年創業。

ハッチャーズ（英語:Hatchards）はイギリス最古の書店である。1797年、ジョン・ハッチャードによって、ロンドン・ピカデリーにて創業し、今日に到るまでずっと創業当時の場所に建っている。現在、店の階段でハッチャードの肖像を見る事が出来る。
諸説あるが、18世紀の書籍販売人だったシモン・ヴァンデンバーグから購入した商品を集めて、開店したと言われる。シモン・ヴァンデンバーグの孫である、シモン・ヴァンデンバーグ・クイックは最初に飛び出す絵本を発明した人であり、彼の孫が今日有名なシャーロック・ホームズとマザー・グースの木像を製作した人である。
有名作家達を魅了していると評判であり、3つのイギリス王室御用達を得ている。現在ハッチャーズは、1990年代後半に所有権を得たウォーターストーンズによって所有されている。
ハッチャーズ本店には、何年にもわたって多くの有名な著名人によるサインがある。例を挙げると、J・K・ローリング,アレグザンダー・マコール・スミス,マーガレット・サッチャー,ローレン・バコール,スティーヴン・フライ,デイビッド・アッテンボロー,マイケル・ペイリン,ピーター・マンデルソン,ヒラリー・マンテルなどである。
ヨーロッパ中の王室によって選ばれた少数の本とともに、ウィンストン・チャーチルについて書かれた1冊の古美術商の本が現在も売られている。他には、ガーデニング、飲食物、伝記、美術、王室に関する本が売られている。2006年にはモウブレイ修道院内の書店がハッチャーズに移転した。
全ての本が、書店のウェブサイト,電話,ファックス,電子メールを通して、注文可能である。年に2回、新刊の書籍に関するカタログを発行している。書店で注文した出版物を予約して郵送してもらうサービスもある。
年間を通して、書店で開かれる有名なイベントに「ハッチャーズ・クリスマス・カスタマー・イブニング」なる物があり、11月の最終木曜日からクリスマスにかけて開催される。5階ある書店の建物内全てを使って、20人以上の著名な作家によるサイン会がある。
2008年に、「ガーディアン」紙が企画した「The world's 10 best bookshops（邦訳：世界の素晴らしい本屋10選）」に選出された。